# Княжество Каталония
Княжество Каталония (кат. Principat de Catalunya, лат. Principatus Cathaloniæ, окс. Principautat de Catalonha, фр. Principauté de Catalogne, исп. Principado de Cataluña) — государственное образование на северо-востоке Иберийского полуострова в эпохи Средневековья и Раннего Нового Времени. В течение большей части своей истории оно находилось в династической унии с королевством Арагон, составляя вместе с ним Арагонскую корону. Между XIII и XVIII веками княжество граничило с королевством Арагон на западе, королевством Валенсия на юге, королевством Франция и феодальным владением Андорра на севере и Средиземным морем на востоке. Термин «княжество Каталония» продолжал использоваться до Второй Испанской республики, когда его использование уменьшилось из-за его монархического происхождения. Сегодня термин Principat (княжество) используется главным образом в отношении автономного сообщества Каталония в Испании для выделения его среди прочих каталонских земель, обычно с включением исторической области Руссильон на юго-западе Франции.
Первое упоминание о Каталонии и каталонцах появляется в Liber maiolichinus de gestis Pisanorum illustribus, пизанской хронике (написанной между 1117 и 1125 годами) завоевания Менорки объединёнными силами итальянцев, каталонцев и окситанцев. В это время Каталония ещё не существовала как политическое образование, хотя использование термина по-видимому признаёт Каталонию как культурную и географическую общность.
Графства, которое в итоге образовали княжество Каталония, были постепенно объединены под властью графов Барселоны. В 1137 году графство Барселоны и королевство Арагон объединились под началом общей династии, образовав таким образом то, что современные историки называют Арагонской короной. Несмотря на это, Арагон и Каталония сохраняли свою собственную политическую структуру и правовые традиции, развивая отдельные политические сообщества в течение последующих веков. При Альфонсо II Целомудренном (правил в 1164—1196) Каталония была впервые обозначена как правовая единица. Однако, термин княжество Каталония в правовом отношении не использовался до XIV века, когда термином стали обозначаться территории, управляемые каталонскими Кортесами.
Институциональная система княжества изменялась в течение столетий. Были образованы политические органы (такие как Кортесы, Женералитат или Совет Сотни) и выработано законодательство (конституции, происходящие от Обычаев Барселоны), которые ограничивали королевскую власть и закрепили политическую модель пактизма. Каталония внесла вклад в развитие торговли и войск Короны, и особенно её флота. Каталонский язык процветал и распространялся благодаря включению в состав Короны новых территорий, таких как Валенсия, Балеарские острова, Сардиния, Сицилия, Неаполь и Афины, образовывавших талассократию в Средиземном море. Кризис XIV века, конец правления барселонского дома (1410) и гражданская война (1462—1472) снизили значение княжества для Короны и его роль в международных делах.
Брак Фердинанда II Арагонского и Изабеллы I Кастильской в 1469 году стал основанием испанской монархии. В 1492 году началась испанская колонизация Америки, и политическая власть начала переходить в сторону Кастилии. Напряжённые отношения между каталонскими институтами и испанской монархией и крестьянские восстания привели к войне жнецов (1640—1659). По пиренейскому миру Руссильон отошёл к Франции. Во время войны за испанское наследство (1701—1714), Арагонская корона поддержала эрцгерцога Карла Габсбурга. После сдачи Барселоны в 1714 году король Филипп V Бурбон, вдохновлённый французской моделью, навязал абсолютизм и унифицированную администрацию по всей Испании, а также ввёл в каждом владении Арагонской короны декреты Нуэва-Планта, которые отменили политические институты и права Каталонии, Арагона, Валенсии и Мальорки, и объединили их с короной Кастилии в качестве провинций.

## История

### Происхождение
Как и многие другие земли на средиземноморском побережье Иберийского полуострова, Каталония была колонизирована древними греками, которые избрали для поселения Росас. Как греки, так и карфагенянин взаимодействовали с основным иберийским населением. После поражения Карфагена Каталония вместе с остальной Испанией стала частью Римской империи. Тарракон стал одним из главных римских фортов на Иберийском полуострове и столицей провинции Тарраконская Испания.
После падения Западной Римской империи ближе к концу V века к власти пришли вестготы, мавританский Аль-Андалус подчинил себе территорию в раннем VIII веке, после завоевания королевства вестготов в 711—718. После поражения войск эмира Абду-р-Рахмана аль-Гафики в битве при Пуатье, франки постепенно установили контроль над бывшими вестготскими территориями к северу от Пиренеев, до этого захваченных или вошедших в союз с мусульманами, в той части Каталонии, которая сегодня находится в составе Франции. В 795 году Карл Великий создал то, что стало известно как Испанская марка — буферная зона за областью Септимания, составленная из отдельных самоуправляемых мелких королевств, которая служила оборонительным рубежом между Омейядами Аль-Андалуса и Франкским королевством.
Особая каталонская культура начала формироваться в Средние Века, когда некоторые из этих мелких королевств стали оформляться в небольшие графства вдоль северной окраины Каталонии. Графы Барселоны были франкскими вассалами (801–987) и назначались императором из династии Каролингов, который тогда был королём франков. В IX веке граф Барселоны Вифред I Волосатый сделал свой титул наследственным и основал барселонскую династию, которая управляла Каталонией до смерти её последнего представителя — Мартина I в 1410 году.
В 987 году граф Боррель II отказался признавать франкского короля Гуго Капета и его новую династию, и таким образом фактически вывел Барселону из-под франкского управления. В течение IX и X веков в каталонских графствах стали преобладать алуэры (кат. aloers) — крестьяне, имеющие в частной собственности небольшие семейные владения — аллоды, которые не были связаны формальной вассальной зависимостью, не несли повинностей и вели потребительское сельское хозяйство. В начале XI века каталонские графства подвергаются процессу феодализации — под давлением сеньоров прежде независимые крестьяне входят в вассальные связи. Середина века характеризуется ожесточённой социальной враждой. Сеньоры применяли против крестьян насилие, используя преимущество новой военной тактики и завербованных хорошо вооружённых конных солдат-наёмников. К концу века большинство алуэров было обращено в вассалов. Во время регентства Эрмезинды Каркассонской разложение центральной власти стало очевидным. В ответ на феодальное насилие католическая церковь создала сагреры (кат. sagreres) — зоны в радиусе 30 шагов вокруг церквей, где под страхом отлучения от церкви было запрещено насилие, а также основала движения Мира и Перемирия Божьего. На прошедшем в 1027 году Соборе в Тулуже в графстве Руссильон, где было впервые провозглашено Божье Перемирие, председательствовал аббат Олиба.

### Династическая уния
В 1137 году граф Барселоны Рамон Беренгер IV женился на Петрониле Арагонской, создав таким образом династическую унию между Барселонским графством с подчинёнными ему территориями и королевством Арагон. Этот союз впоследствии лёг в основу Арагонской короны. В правление Рамона Беренгера IV также были покорены Льейда и Тортоса.
Битва при Мюре (12 сентября 1213) и неожиданное поражение короля Педро II с его вассалами и союзниками — графами Тулузы, Комменжа и Фуа привели к увяданию крепких человеческих, культурных и экономических связей, существовавших между территориями Каталонии и Лангедока.
В 1258 году было заключено Корбейское соглашение. Хайме I Арагонский, потомок Сунифреда и Белло, и таком образом наследник барселонского дома, уступил свои фамильные права и владения в Лангедоке и признал короля Франции из династии Капетингов Людовика IX в качестве наследника династии Каролингов. Взамен король Франции формально отказался от своего номинального сюзеренитета над каталонскими графствами. Де-факто независимые каталонские графства были признаны таковыми и де-юре, вместе с тем соглашение означало необратимость разделения народов Каталонии и Лангедока.
Как приморская территория Арагонской короны и благодаря увеличивающейся важности порта Барселоны, Каталония стала главным центром королевской морской мощи, и завоеваниями и торговлей помогла расширить влияние и власть короны на Валенсию, Балеарские острова, Сардинию и Сицилию.

### Каталонские конституции (1283—1716) и XV век
В это же время в каталонском княжестве сложилась сложная институциональная и политическая система, основанная на представлении о соглашении между сословиями государства и королём. Законам (которые назывались конституциями) требовалось одобрение Генеральных Кортесов Каталонии, одного из первых парламентских органов в Европе, который запретил королевской власти творить законодательство в одностороннем порядке (начиная с 1283). Первые каталонские конституции были приняты каталонскими кортесами в Барселоне в 1283 году. Последние конституции были обнародованы кортесами в 1705—1706 годах, под председательством оспариваемого короля Карла III. Собрания конституций и других прав Каталонии следовали традиции римских кодексов. Эти конституции сформировали развитый свод прав всех жителей княжества и ограничили власть королей.
Происходящие из XI века Генеральные кортесы Каталонии — один из первых парламентов в континентальной Европе. Кортесы состояли из представителей трёх сословий, а их председателем был король. Современный парламент Каталонии считается символическим и историческим наследником прежних кортесов.
В целях сбора общих налогов Кортесы 1359 года установили постоянное представительство из депутатов, названное Генеральной Депутацией (кат. Diputació del General) и позднее известное как Женералитат, которое получило важное политическое влияние в следующие века.
XIII век и начало XIV века были периодом процветания княжества. Население увеличилось, а каталонский язык и культура расширились на острова Западного Средиземноморья. В правление Педро III Великого была завоёвана Сицилия и отбито вторжение французских крестоносцев. Его сын и наследник Альфонсо III завоевал Менорку, а второй сын Педро — Хайме II завоевал Сардинию. Каталония была центром империи. Каталонская компания под началом Рожера де Флора, состоящая из опытных наёмников-альмогаваров, ветеранов Войны Сицилийской вечерни, была нанята Византийской империей, чтобы сражаться с турками, и нанесла им поражения в нескольких битвах. После убийства Рожера де Флора по приказу сына императора Михаила Палеолога (1305), компания отомстила грабежами византийской территории и от имени короля Арагона заняла герцогства Афинское и Неопатрию. Каталонское правление на греческих землях продолжалось до 1390 года.
Территориальная экспансия сопровождалась большим ростом каталонской торговли, центром которой была Барселона. Протянувшаяся через Средиземноморье развитая торговая сеть могла соперничать с таковыми у морских республик Генуи и Венеции. В духе такого развития, для юридической защиты купцов были созданы учреждения, такие как Морское Консульство и Книга Морского Консульства, одно из первых собраний морского права.
Во второй четверти XIV века в Каталонии произошли критические перемены, отмеченные последовательностью природных бедствий, демографических кризисов, стагнацией и упадком каталонской экономики, и ростом общественной напряжённость. Владения Арагонской короны были сильно затронуты Чёрной смертью и позднейшими вспышками чумы. Между 1347 и 1497 годами Каталония потеряла 37 процентов своего населения.
В 1410 году не оставив выживших наследников умирает Мартин I. По компромиссу в Каспе Фердинанд из кастильского дома Трастамара получил Арагонскую корону как Фердинанд I Арагонский. Во время правления Хуана II социальные и политические противоречия вызвали гражданскую войну в Каталонии (1462—1472). В 1493 году Франция формально аннексировала графства Руссильон и Сердань, которые она оккупировала в ходе конфликта. При сыне Хуана — Фердинанде II были возвращены без войны северные каталонские графства, и принята Конституция соблюдения (кат. Constitució de l'Observança) (1481), установившая подчинение королевской власти утверждённым каталонскими кортесами законам. После десятилетий противостояния по Арбитражному решению Гуадалупе (1486) крепостные крестьяне были освобождены от большинства феодальных злоупотреблений в обмен на выкуп.

### Каталония в раннее Новое Время
Бракосочетание Изабеллы I Кастильской и Фердинанда II Арагонского в 1469 году объединило два из трёх главных христианских королевств на Иберийском полуострове, а после вторжения Фердинанда II в Наварру в 1512 году было присоединено и королевство Наварра.
Это вызвало усиление уже существовавшей в умах этих королей концепции Испании, состоящей из бывшей Арагонской короны, Кастилии, и аннексированной Кастилией в 1515 году Наварры. В 1492 году была завоевана последняя остававшаяся часть Аль-Андалуса вокруг Гранады, и началось испанское завоевание Америки. Политическое влияние стало перемещаться из Арагона в сторону Кастилии и, впоследствии, от Кастилии к Испанской Империи, которая вступала в частые войны в Европе в борьбе за мировое господство. В 1516 году Карл I стал первым королём, который правил коронами Кастилии и Арагона одновременно как своими собственными владениями. После смерти своего деда Максимилиана I, императора Священной Римской империи, он был выбран императором Священной Римской империи под именем Карла V в 1519 году. Правление Карла V было относительно гармоничным периодом, и Каталония в целом приняла новое устройство Испании, несмотря на падение собственной значимости.
В течение длительного времени Каталония, как часть бывшей Арагонской короны, продолжала сохранять собственные законы и конституции, но их значение постепенно ослабевало в процессе перехода от управляемой по договорам территории к централизованной модели, а также в результате стремления королей извлечь из территорий как можно больше ресурсов. В конце концов особые каталонские права были уничтожены в результате поражения в Войне за Испанское наследство.
В два последующих века Каталония обычно находила себя на проигравшей стороне в серии войн, которые неуклонно вели ко всё большей централизации власти в Испании. Несмотря на это, между XVI и XVIII веками роль политического сообщества в местных делах и общем управлении страной была увеличена, в то время как королевская власть оставалось относительно ограниченной, особенно после последних двух Кортесов (1701—1702 и 1705—1706). Противоречия между конституционными каталонскими учреждениями и всё более централизованной монархией, вместе с другими факторами, такими как экономический кризис, присутствие солдат и крестьянские восстания вызвали различные конфликты, такие как Каталонское восстание, также известная как Война жнецов (1640—1652), в контексте франко-испанской войны 1635—1659. В ходе этой войны Каталония, возглавляемая председателем Женералитата Пау Кларисом, в 1641 году объявила себя независимой республикой под французским протекторатом, а затем княжеством в составе французской монархии, но каталонцы были побеждены и снова включены в состав Испании в 1652 году.
В 1659 году после подписания Филиппом IV Пиринейского мира комарки Руссильон, Конфлан, Валеспир и часть Сердани, ныне известная как французская Сердань, были переданы Франции. В недавние времена, эта территория стала обозначаться националистическими партиями в Каталонии как Северная Каталония, часть каталано-говорящих территорий, известных как Каталонские земли.
Каталонские учреждения на этой территории были подавлены, а использование каталанского языка в общественных делах было запрещено. Сегодня этого регион административно является частью французского департамента Восточные Пиренеи.
В последние десятилетия XVII века в правление последнего короля испанского короля из династии Габсбургов Карла II, несмотря на прерывистый конфликт между Испанией и Францией, население увеличилось до приблизительно 500 тысяч человек, а каталонская экономика восстановилась. Этот экономический подъём был усилен за счёт экспорта вина в Англию и Нидерланды, страны, которые были втянуты в Девятилетнюю войну против Франции и, как следствие, не могли торговать вином с Францией. Эти новые торговые отношения побудили многих каталонцев смотреть на Англию и, особенно, Нидерланды, как на политические и экономические модели для Каталонии.
В конце войны за испанское наследство, в ходе которой каталонцы и их армия, вместе с другими частями Арагонской короны, поддержали неудачное притязание эрцгерцога Карла на испанский престол как Карла III, победивший бурбон герцог Анжуйский, теперь Филипп V, после продолжительной осады оккупировал столицу Каталонии 11 сентября 1714 года, и в 1716 году подписал Декреты Нуэва-Планта, которые управзднили Арагонскую корону и все оставшиеся каталонские учреждения и законы (кроме гражданского права) и запретили административное употребление каталанского языка.

### После декретов Нуэва-Планта
В XVIII и XIX веках, несмотря на военную оккупацию, обложение новыми высокими налогами и политическую экономию дома Бурбонов, Каталония под испанским управлением (теперь как провинция) продолжила процесс протоиндустриализации. Некоторую помощь в конце века оказали начало открытой торговли с Америкой и протекционистская политика испанского правительства (хотя политика испанского правительства в это время много раз изменялась между предпочтением протекционизма и свободной торговли). Таким образом продолжился идущий с конца XVII века рост каталонской экономики, а Каталония стала центром испанской индустриализации. Каталония до сих пор остаётся одной из самых индустриально развитых частей Испании, вместе с Мадридом и Страной Басков. В 1834 году по указу министра Хавьера де Бургоса вся Испания была организована в провинции, и Каталония была разделена на 4 отдельные провинции без общего управления.
Несколько раз в течение первой трети XX века Каталония получала и теряла разные степени автономии. После объявления Второй Испанской республики в 1931 году Каталония восстановила Женералитат как институт самоуправления, но как и в большинстве регионов Испании, каталонская автономия и культура были раздавлены до небывалой прежде степени после поражения Второй республики в Испанской гражданской войне (1936—1939), которая привела к власти Франсиско Франко. После короткого периода общего восстановления публичное использование каталонского языка было снова запрещено.
Эпоха Франко закончилась со смертью Франко в 1975 году. В последовавшем переходе Испании к демократии Каталония восстановила культурную и политическую автономию. Она стала одним из автономных сообществ Испании. В сравнении, «Северная Каталония» во Франции не имеет автономии.

## Правительство и законы

### Учреждения
- Генеральные кортесы Каталонии (кат. Cort General de Catalunya) или Каталонские кортесы (кат. Corts Catalanes): парламентский орган и главное учреждение Княжества, созданное в XIII веке. Кортесы созывались и проходили под председательством короля, состояли из трёх сословий, принимали законодательство и решения о денежных пожертвованиях короне. Кортесы служили также как совет монарха и судебный орган в период сессий.
- Генеральная Депутация (кат. Diputació del General) или Женералитат Каталонии (кат. Generalitat de Catalunya): постоянный совет из депутатов, созданный в 1359 году Кортесами для сбора общих налогов, который позднее получил политическое влияние и обязанности судебного преследования, и стал самым важным каталонским учреждением в раннее новое время.
- Совет Сотни Барселоны (кат. Consell de Cent de Barcelona): учреждение правительства города Барселоны, созданное во время правления Хайме I. Муниципальная власть лежала на пяти, а затем шести советниках, возглавляемых Головным Советником (кат. Conseller en cap), и выбираемых Советом из ста лиц (jurats).
- Королевская аудиенсия и королевский совет Каталонии (кат. Reial Audiència i Reial Consell de Catalunya): верховный суд Каталонии и резиденция правительства. Члены учреждения выбирались королём, и во время отсутствия короля и вице-короля в нём председательствовал Канцлер (кат. Canceller).
- Собрание трёх общин (кат. Conferència dels Tres Comuns): общее собрание самых активных учреждений каталонской конституционной системы XVII и XVIII веков — Генеральной Депутации, Военных Штатов и Совета Сотни, для обсуждения политических проблем княжества.
- Генеральные штаты (кат. Junta de Braços): чрезвычайный совет Женералитата, составленный из некоторых членов Кортесов и выполняющий их работу, но без формальной законодательной власти.
- Трибунал нарушений (кат. Tribunal de Contrafaccions): суд, созданный Кортесами в 1701—1702, чтобы обеспечить применение конституций, а также расследовать и преследовать любое действие (в том числе совершённое королём или его служащими), противоречащее каталонскому законодательству. Его члены избирались в равном соотношении учреждениями страны и королём. Это учреждение было важным достижением в гарантировании личных и гражданских прав, даже в европейском контексте[23].

### Законодательство
- Обычаи Барселоны (кат. Usatges de Barcelona): собрание обычаев и законов, основанное на римском и вестготском праве графства Барселоны, применяемое на практике во всём княжестве, и лёгшее в основу каталонских конституций.
- Конституции Каталонии (кат. Constitucions de Catalunya): законы, объявленные королём и одобренные каталонскими кортесами. Имели преимущество перед прочими юридическими правилами и могли быть отменены только самими кортесами.
- Главы Кортесов (кат. Capítols de Cort): законы, объявленные кортесами и одобренные королём.
- Акты Кортесов (кат. Actes de Cort): второстепенные законодательные и прочие правила и указы, объявленные кортесами, которые не требовали формального одобрения короля.

### Вегерии
Вегерия (кат. vegueria) была территориальным образованием в Каталонии, возглавляемой вегером (кат. veguer, лат. vigerius). Истоки вегерий идут из Каролингской империи, когда на землях Испанской марки в подчинение графам назначались викарии (лат. vicarii, в ед.ч. лат. vicarius). Ведомством викария был викариат (лат. vicariatus), а подчинённой ему территорией была викария. Все эти латинские термины Каролингской администрации в каталанском языке эволюционировали, в то время как они исчезли в остальной Европе.
Вегер назначался королём и был подотчётен ему. Он был военным командующим своей вегерии (и таким образом смотрителем принадлежащих государству замков), главным судьёй и ответственным за публичные финансы в этой же области. С течением времени функции вегера становились всё больше сосредоточены вокруг судебной власти. При нём были кортесы вегера (кат. cort del veguer) или кортесы вегерии (кат. cort de la vegueria) со своей собственной печатью. Кортесы имели власть во всех делах, кроме тех, которые относились к феодальной аристократии. Они обычно рассматривали прошения, касающиеся королевских, гражданских и уголовных дел. Однако, вегер сохранял также некоторые военные функции: он был командующим ополчения и управляющим королевских замков. Его работой было сохранять закон и порядок и поддерживать королевский мир: во многих отношениях его должность была похожа на должность шерифа в Англии.
Некоторые вегерии большего размера включали одну или несколько субвегерий (кат. sotsvegueria), которые имели значительную степень автономии. В конце XII века в Каталонии было двенадцать вегерий. В конце правления Педро III Великого (1285) их было семнадцать, а во время Хайме II Справедливого — двадцать одна. После французской аннексии вегерий Перпиньян и Вильфранш-де-Конфлан в 1659 году Каталония была разделена на 15 вегерий, 9 субверегий и один особый округ Валь-д’Аран. Такое административное деление действовало до 1716 года, когда оно было заменено кастильскими коррехимьентос.

## Символика
Как государство под королевским суверенитетом, Каталония, подобно другим политическим образованиям своего времени, не имела своего флага или герба в современном смысле. Однако, многие королевские и иные символы использовались для обозначения Княжества и его учреждений.
|  | Саньера — один из старейших флагов в Европе, использующихся до сегодняшнего дня (но не в непрерывном использовании). Существуют несколько теорий, обосновывающих каталонское или арагонское происхождение символа. Саньера обычно использовалась в Раннее Новое время как флаг, обозначающий Княжество Каталония. |
|  | Флаг Святого Георгия, использовавшийся Генеральной Депутацией или Женералитатом и его армией. |
|  | Флаг Барселоны, столицы Княжества, заменённый в поздние времена флагом Святой Евлалии. Он также появляется на некоторых картах как флаг, обозначающий Княжество Каталония. |
|  | Королевский герб короля Арагона и графа Барселоны до XVI века. |
|  | Герб с арагонской короной периода Раннего Нового времени. |
|  | Крест Святого Георгия как знамя Генеральной Депутации или Женералитата. |

## ТерминКняжество
Графы Барселоны обычно считались princeps или primus inter pares («первыми среди равных») другими графами Испанской марки, как из-за их военной и экономической силы, так и из-за верховенства Барселоны над другими городами.
Соответственно, в акте освящения Барселонского собора (1058) граф Барселоны Рамон Беренгер I называется «князем Барселоны, графом Жироны и маркизом Осоны» (princeps Barchinonensis, comes Gerundensis, marchio Ausonensis). Также есть несколько упоминаний Prince в разных разделах Обычаев Барселоны, собрания законов, которыми с раннего XI века управлялась страна. Обычай 65 кортесов 1064 года называет principatus группу графств Барселоны, Жироны и Осоны, все из которых были под властью графов Барселоны.
Первое упоминание Principatus Cathaloniae содержится в созыве кортесов в Перпиньяне в 1350 году, где председательствовал Педро IV Арагонский и III Барселонский. Назначение этого было в том, чтобы указать, что территория, на которой действую законы этих кортесов, не была королевством, но расширенной территорией под властью графа Барселоны, который также был королём Арагона, как показано в «Актах генеральных кортесов Арагонской короны 1362—1363». Однако, похоже, что более раннее упоминание, в более неформальном контексте, присутствует в хрониках Рамона Мунтанера.
Когда под юрисдикцию графа Барселоны и Кортесов вошло больше графств, таких как Графство Урхель, название «Каталония», включавшее в себя несколько графств под разными названиями, в том числе графство Барселона, стало использоваться для обозначения всей подвластной территории в целом. Термины Catalonia и catalans обыкновенно использовались по отношению к территории в северо-восточной Испании и западной средиземноморской Франции, и их жителям, а не только для графства Барселоны, как минимум с начала XII века, как видно по самым ранним письменным упоминаниям этих имён в Liber maiolichinus (около 1117—1125).
В 1931 году республиканские движения предпочли отказаться от термина из-за его исторической связи с монархией, однако, он продолжил использоваться панкаталонистами для выделения Каталонии среди прочих «каталонских земель». Сегодня встречается употребление термина Княжество как для обозначение территорий Автономного сообщества, и иногда включает также Андорру, «Северную Каталонию» и прилегающую к Каталонии часть Арагона, хотя в уставе Каталонской автономии термин не употребляется.

## Язык
Каталония составляет изначальное ядро каталаноговорящих территорий. Каталанский разделяет общие черты с романскими языками Иберии и галло-романскими языками в южной Франции. Некоторой частью лингвистов он считается иберо-романским языком, тогда как большинство относит его к галло-романским, таким как французский и окситанский, который разошёлся с каталанским между XI и XIV веками.
К IX веку каталанский развился из вульгарной латыни по обеим сторонам восточной оконечности Пиренеев. C VIII века каталонские графы расширили свои территории к югу и западу, завоёвывая занятые мусульманами территории и принося с собой свой язык. В XI веке в феодальных документах, написанных на средневековой латыни, начинают появляться черты каталонского. К концу XI начинают появляться документы, написанные полностью или большей частью на каталанском, такие как Greuges de Guitard Isarn (около 1080–1095) или Jurament de pau i treva del comte Pere Ramon de Pallars Jussà al bisbe d'Urgell (1098).
Каталанский язык переживал золотой век в поздние Средние Века, достигнув пика зрелости и культурной полноты, и с включением новых земель во владения Арагонской короны распространился территориально. Примерами этому служат работы мальоркца Раймунда Луллия (1232—1315), Четыре великих Хроники (XIII—XIV века) и валенсийская школа поэзии, кульминацией которой стал Аузиас Марк (1397—1459). Каталанский стал языком королевства Мальорка, а также главным языком королевства Валенсия, особенно в прибрежных регионах. Он также распространился до Сардинии и использовался как административный язык на Сицилии и в Афинах. Между XIII и XV века каталанский язык присутствовал во всём Средиземноморье и был одним из первых базисов лингва франка.
Руководствуясь представлением, что политическое величие взаимосвязано с языковой консолидацией, Королевский Совет продвигал продвигал крайне стандартизированный язык. К XV веку город Валенсия стал центром общественного и культурного развития. Рыцарский роман Жуанота Мартуреля Тирант Белый (1490) показывает переход от средневековых ценностей к ценностям Возрождения, что наблюдается также в работах Берната Метже и Андреу Фебрера. В этот период каталонской остаётся одним из «великих языков» средневековой Европы. На каталанском была напечатана первая на Пиренейском полуострове книга, произведённая посредством ручного набора.
С объединением корон Кастилии и Арагона (1479) использование испанского постепенно стало более престижным, что отметило начало относительного упадка каталанского. В ходе XVI и XVII веков каталанская литератора попала под влияние испанского, а городские и образованные классы стали преимущественно двуязычными. С поражением коалиции сторонников Габсбургов в Войне за испанское наследство (1714) испанский заменил каталанский в юридической документации, став административным и политическим языком княжества Каталония и королевств Валенсия и Мальорка.
Сегодня каталонский — один из трёх официальных языков автономного сообщества Каталония, как заявлено в Уставе автономии Каталонии; другие два — испанский и окситанский в своём аранском варианте. Каталанский не имеет официального признания в «Северной Каталонии». Каталанский имеет официальный статуc наравне с испанским на Балеарских островах и в Валенсийском сообществе (где он называется валенсийским), а также альгерский каталанский вместе с итальянским в городе Альгеро и в Андорре как единственный официальный язык.